# Follow the Blind
A Follow the Blind a Blind Guardian német power metal együttes második albuma. Az 1989-ben megjelent albumon Kai Hansen a Gamma Ray (korábban a Helloween) énekese és gitárosa énekel a Valhalla című számban.
A nyitó dal az Inquisition egy latin vallási frázis, a Pie Jesu Domine, Dona Eis Requiem szerzetesek általi kántálása többször megismételve. A frázis a római katolikus Requiem Mass részét képezi, de egyforma azzal is, amelyet a Monty Python szerzetesei énekelnek a Gyalog-galopp című filmben.
2007. június 15-én megjelent az újrakevert kiadása egy bónusz résszel, ami az együttes Lucifer’s Heritage néven kiadott második demó felvétele a Battalions of Fear.

## Számok listája
1. Inquisition – 0:40
2. Banish from Sanctuary – 5:27
3. Damned for All Time – 4:57
4. Follow the Blind – 7:10
5. Hall of the King – 4:16
6. Fast to Madness – 5:57
7. Beyond the Ice – 3:28
8. Valhalla – 4:56
9. Barbara Ann ( A The Regents és a Beach Boys dala.) – 1:43

- Bónusz dal

10. Don't Break the Circle ( A Demon dala.) – 3:28
- 2007-es kiadás

11. Majesty (demó verzió) – 7:28
12. Trial by the Archon (demó verzió) – 1:41
13. Battalions of Fear (demó verzió) – 6:06
15. Run for the Night (demó verzió) – 3:33

## Felállás
- Hansi Kürsch - ének és basszusgitár
- André Olbrich - szólógitár és háttérvokál
- Marcus Siepen - ritmusgitár és háttérvokál
- Thomas "Thomen" Stauch - dob

## Közreműködők
- Kai Hansen - ének a Valhalla című számban, vendég gitáros a Hall of the King című számban.
- Kalle Trapp – felvétel, keverés, producer
- Van Waay Design – album borító

## A dalokról
- A Damned for All Time és a Fast to Madness alapja Michael Moorcock karaktere az Eternal Champion sorozatból.
- A Banish from Sanctuary alapja Keresztelő Szent János élete.
- A Follow the Blind alapja Stephen King A Talizmán című regénye.
- A Valhalla a vikingek mennyországáról szól.

## Külső hivatkozások
- A Blind Guardian hivatalos honlapja